# Tselfatiiformes
De Tselfatiiformes zijn een orde van uitgestorven straalvinnige beenvissen uit de infraklasse Teleostei. De orde vertegenwoordigt de belangrijkste spreiding van mariene teleosten tijdens het Krijt. Fossielen van tselfatiiformen zijn bekend uit Europa, Noord-Amerika, Midden- en Zuid-Amerika, het Midden-Oosten en Noord-Afrika. De orde werd in 1994 door Joseph Nelson vernoemd naar het geslacht Tselfatia.
De orde verscheen in het Laat-Albien aan de kusten van Europa en Noord-Afrika en verspreidde zich tijdens het Cenomanien en Turonien via de Proto-Atlantische oceaan naar de kusten van Noord- en Zuid-Amerika, de Golf van Mexico en in de Western Interior Seaway. In het Coniacien en Santonien kwamen ze veel voor in de Noord-Amerikaanse kustwateren, maar verdwenen uit Europa en Noord-Afrika. Een paar soorten leefden nog in het Campanien in de Golf van Mexico maar waren uitgestorven tegen het Danien (Vroeg-Paleoceen).

## Kenmerken
De geslachten en soorten van de Tselfatiiformes hadden een lichaam met hoge rug. Ze werden vroeger wel de 'bananenvissen' genoemd. Sommige soorten konden tot drie meter lang worden. De rugvin nam het grootste deel van de lengte van de rug in beslag. De borstvinnen waren hoog. Ventrale vinnen kunnen aanwezig of afwezig zijn; indien aanwezig, werden ze ondersteund door zes of zeven vinstralen. De staartvin was gevorkt en had achttien hoofdvinstralen. De meeste vinstralen waren niet gesegmenteerd. De bovenkaak werd gevormd door de premaxilla en maxilla. Het verhemelte was ook getand.

## Fylogenie
De Tselfatiiformes konden aanvankelijk niet worden toegewezen aan een grotere verwantschapsgroep binnen de Teleostei. Meer recente cladistische studies op basis van hun osteologische kenmerken hebben duidelijk gemaakt dat het basale clupeocephalaïden zijn en de plesiomorfe zustergroep vertegenwoordigen van een clade gevormd door de Otocephala (Clupeomorpha en Ostariophysi) en Euteleostei.